# Max Bennett (acteur)
Pour les articles homonymes, voir Max Bennett (homonymie) et Bennett.
Max Bennett, né le 24 novembre 1984 à Leytonstone en Angleterre, est un acteur britannique. Il est surtout connu pour avoir interprété des rôles dans les séries télévisées Will et Poldark.

## Biographie
Bennett est né le 24 novembre 1984 à Leytonstone, dans l'est de Londres, en Angleterre. Il a étudié à The Latymer School (en) à Edmonton, à Londres. Puis suit une autre formation à l'École Jacques Lecoq pendant un an. Il a étudié le français ainsi que l'italien.

## Carrière
En 2008, il interprète un rôle dans la pièce de théâtre Waste (play) (en). En 2009, il gagne le deuxième prix du Ian Charleson Awards pour l'interprétation de deux de ses rôles, Frank dans Mrs. Warren's Profession et Claudio dans Mesure pour Mesure,.
En 2014, il interprète le rôle principal dans la pièce de théâtre Dommage qu'elle soit une putain.
En 2015, il interprète Dr Patrick Curtis dans la série télévisée Saving Hope. La même année il interprète le rôle principal de Sal dans le film Set the Thames on Fire (en).
En 2016, il apparaît dans un épisode de Les Enquêtes de Morse. Puis il apparaît dans la série télévisée The Hollow Crown.
En 2017, il interprète le rôle de Robert Southwell, le cousin de William Shakespeare, dans la série télévisée Will. Southwell est un prêtre, un poète et est l'homme le plus recherché en Angleterre. La même année, il intègre le casting de Poldark en interprétant Monk Adderley. La série est par la suite sortie en 2018. Il interprète un rôle dans le film King Charles III (film) (en) . 
En 2018, il interprète David dans le film Bohemian Rhapsody. En 2019, il interprète le rôle de Christian Neumann dans la pièce de théâtre ANNA. 
En 2020, il interprète Brown dans le film The Gentlemen. En 2023, il interprète le rôle de Macbeth dans la pièce de théâtre du même nom.

## Théâtre
- 2008 : Waste (play) (en) de Samuel West : Walter Kent
- 2009 : Mesure pour mesure de Jamie Glover  : Claudio
- 2009 : Mrs. Warren's Profession de Michael Rudman : Frank Gardner
- 2014 : Dommage qu'elle soit une putain de Michael Longhurst : Giovanni
- 2015 : Bull de Clare Lizzimore : Tony
- 2019 : ANNA de Nathalie Abrahami : Christian Neumann
- 2023 : Macbeth de Abigail Graham : Macbeth

## Filmographie

### Films
- 2015 : Set the Thames on Fire (en) de Al Joshua : Sal
- 2017 : King Charles III (film) (en) de Mark Bartlett : Coottsey
- 2018 : Bohemian Rhapsody de  Bryan Singer : David
- 2020 : The Gentlemen de Guy Ritchie : Brown

### Télévision
- 2015 : Saving Hope de Morwyn Brebner et Malcolm MacRury : Dr. Patrick Curtis
- 2016 : Les Enquêtes de Morse de Russel Lewis : Gideon Finn
- 2016 : The Hollow Crown de Sam Mendes : John Talbot
- 2017 : Poldark de Debbie Horsfield : Monk Adderley
- 2017 : Will de Craig Pearce : Robert Southwell